# Periská
Periská je přírodní rezervace v oblasti Poľana. Nachází se v katastrálním území obce Ľubietová v okrese Banská Bystrica v Banskobystrickém kraji na Slovensku. Území bylo vyhlášeno či novelizováno v letech 1982, 2010 na rozloze 0,4609 ha. Ochranné pásmo nebylo stanoveno.